# Пам'ятник Хетському Сонцю
Пам'ятник Хетському Сонцю (тур. Hitit Güneş Kursu Anıtı) — меморіал, присвячений хеттам. Символ споруди розглядається як приналежність до хетської цивілізації. Також він був використаний для логотипу міста Анкара та у символіці міста Чорум.

## Загальна інформація
Був знайдений у місті Чорум (тур. Çorum), під час розкопок у Аладжа-Хююці (тур. Alacahöyük) та доставлений в Музей анатолійських цивілізацій, як пам'ятник народу хатті.
Копія споруди була створена скульптором Нусретом Суманом (тур. Nusret Suman) та розміщена на площі Сігієв (тур. Sıhhiye Square) в 1978 році.
15 серпня 1973 року відбулося офіційне відкриття монументу. Спонсором побудови пам'ятника була страхова компанія Анадолу сігорта (тур. Anadolu Sigorta) та міський голова Ведат Далокай (тур. Vedat Dalokay). У 2001 році пам'ятник Хетському Сонцю було відреставровано Міністерством охорони довкілля.

## Особливості побудови
Монумент складається із великого круга, що символізує сонце. Знизу розташовані дві пари ріг, але достеменно не відомо, що вони символізують. Виступи, що знаходяться зверху, сприймаються як плодовитість природи. Пташки символізують свободу природи, а олені є ознакою миру.

## Зображення

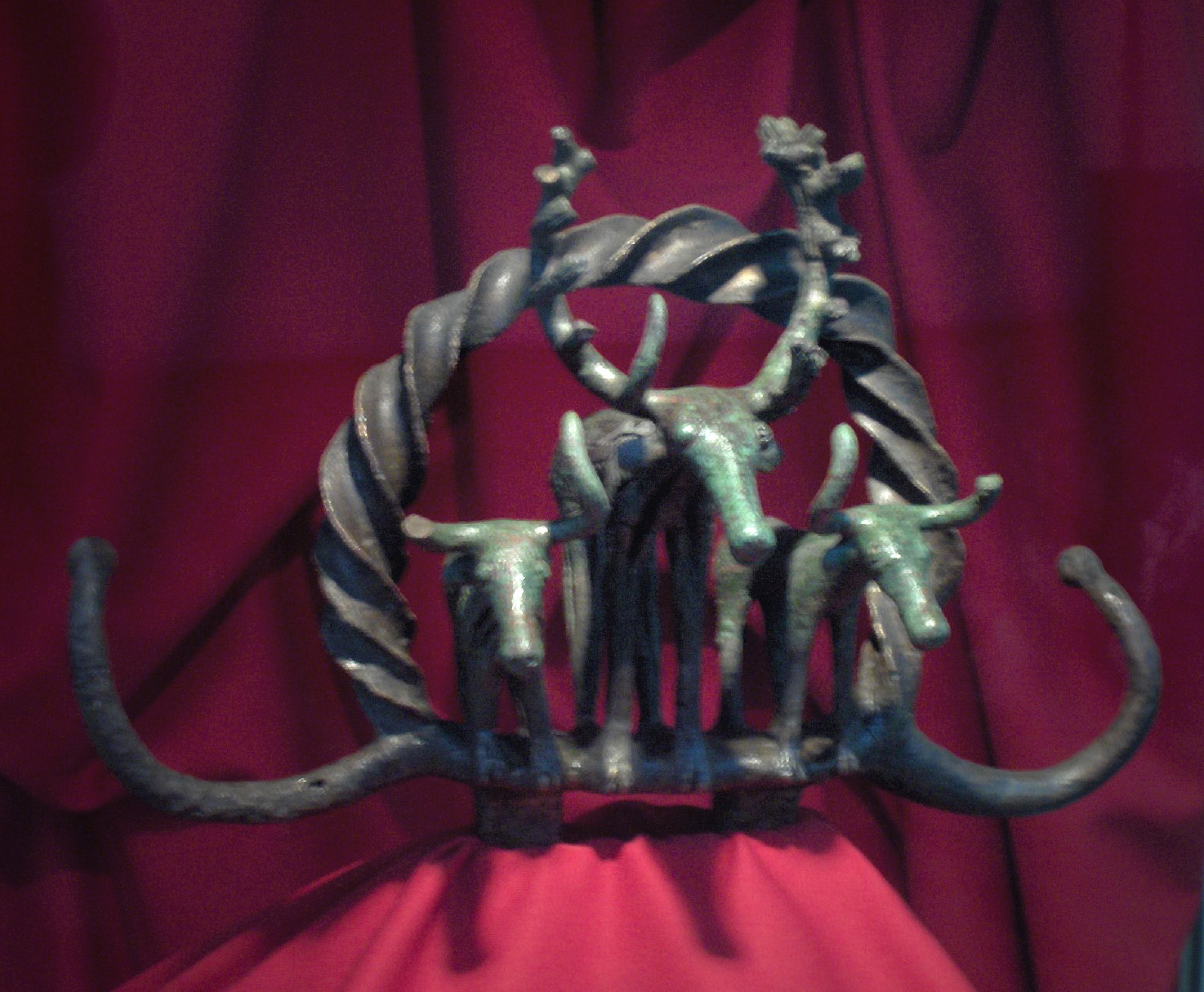
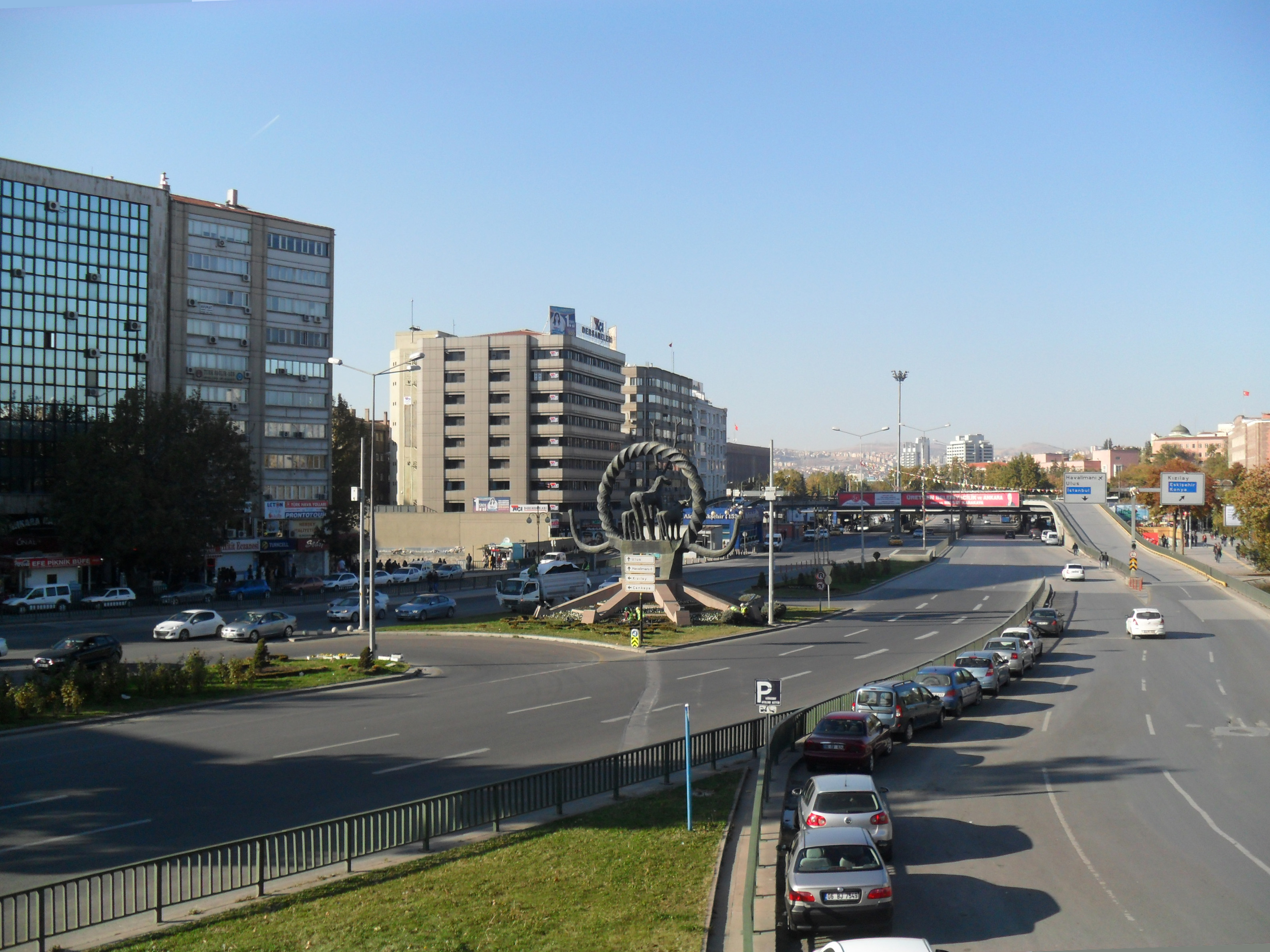
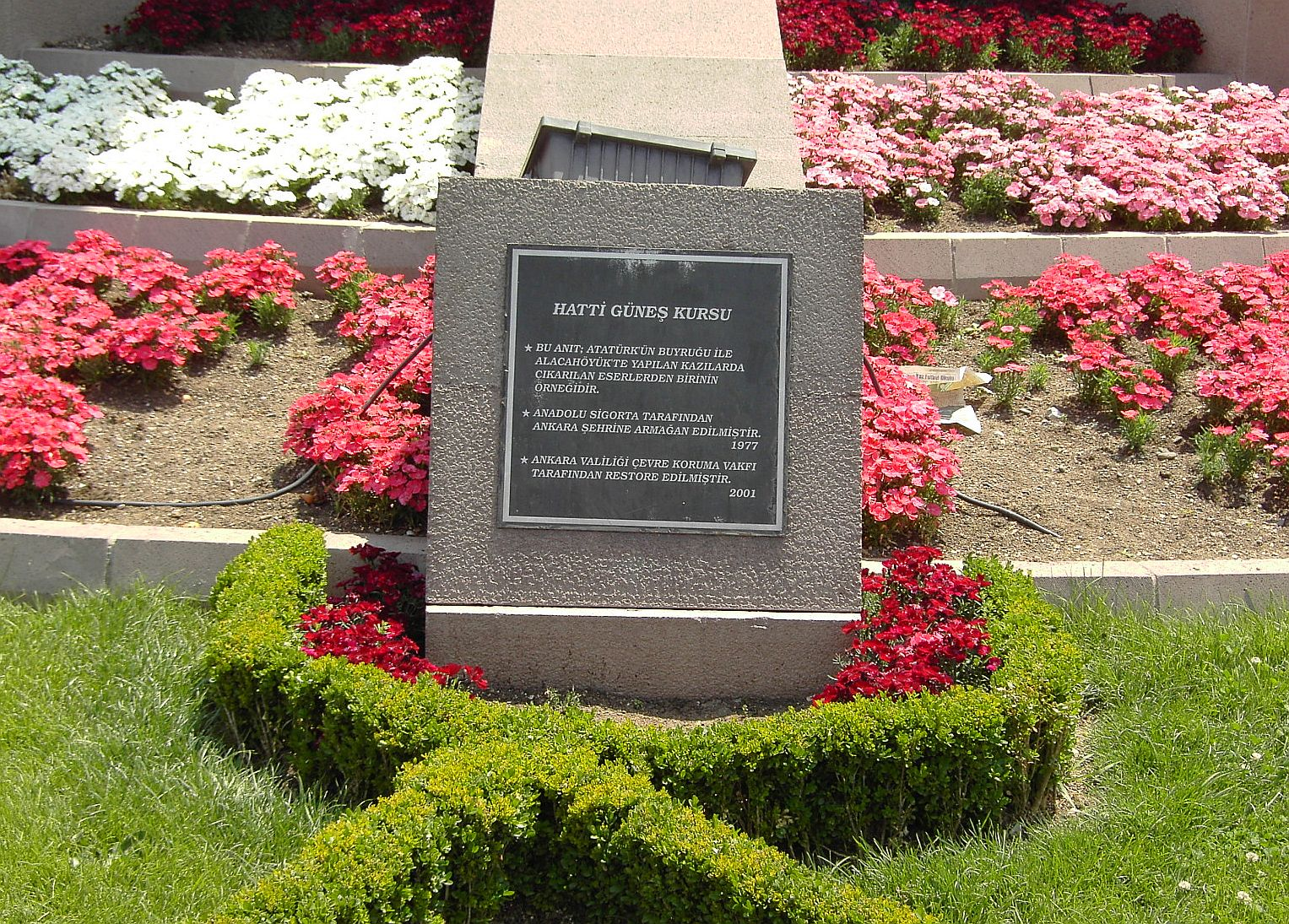
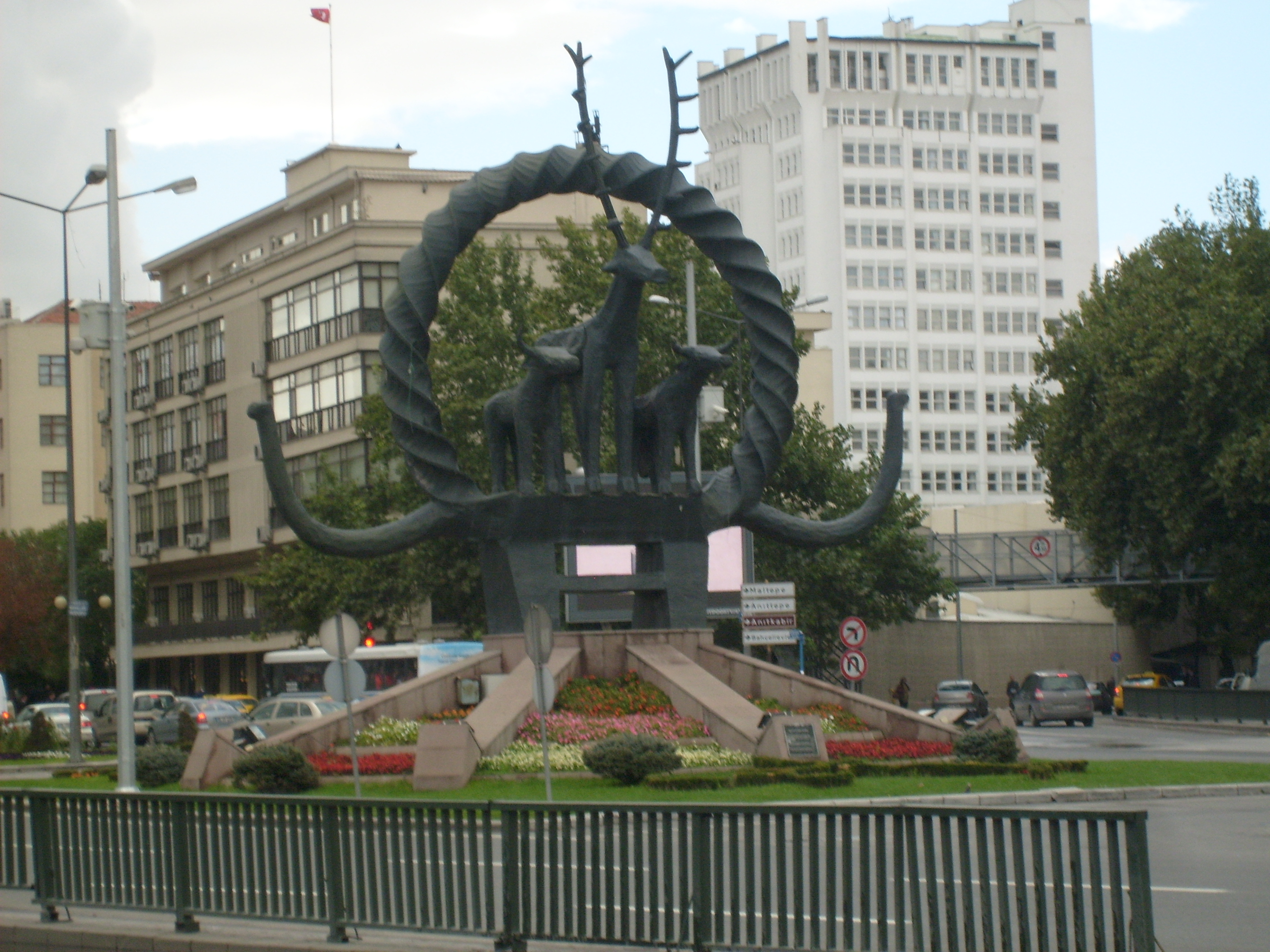